# Bird (chanson d'Exo)
Pour les articles homonymes, voir Bird.
Singles de EXO
Love Shot
(2018) Obsession
(2019)
Bird est un single japonais d'EXO, sorti le 4 novembre 2019 par Avex Trax. Il est sorti sous format de CD en guise de complément de la sortie du DVD « EXO Channel “ADVENTURE” ».

## Promotion
EXO a interprété "Bird" pour la première fois lors de leur tournée « EXO PLANET #5 - EXpℓOration » quand ils étaient de passage au Japon.

## Classement

### Classement hebdomadaire
| Classement                | Meilleure position |
| ------------------------- | ------------------ |
| Japan Hot 100 (Billboard) | 42                 |

## Ventes
| Pays           | Ventes |
| -------------- | ------ |
| Japan (Oricon) | 1 400  |